# Aventina
Aventina là một chi bướm đêm thuộc họ Noctuidae.